# Yaya Meledje
Yaya Meledje, né le 15 septembre 1997 à San-Pédro (Côte d'Ivoire), est un footballeur ivoirien évoluant au poste de milieu au MC Oujda.

## Biographie
En Hongrie, il remporte la Coupe de Hongrie et la Supercoupe de Hongrie avec le PFK Botev Plovdiv.
Il reçoit plusieurs sélections avec l'équipe de Côte d'Ivoire olympique.